# Emil Kronheim
Emil Kronheim (geb. 22. April 1890 in Guttstadt im Ermland; gest. 20. September 1971 in Stockholm, Schweden) war ein deutscher und schwedischer Rabbiner.

## Leben
Emil Kronheim besuche zunächst die Volksschulen in Guttstatt und in Braunsberg. Das Abitur legte er zu Ostern 1909 im Braunsberger Gymnasium Hosianum ab. Mit dem Ersten Weltkrieg wurde er im Jahr 1915 mobilisiert und war zuerst als militärischer Krankenwärter, später als Soldat der 17. Armee in Russland, Italien, Frankreich sowie im Anschluss als Feldrabbiner in Frankreich und Belgien eingesetzt. Im Jahr 1917 legte er den Rabbinerexamen an der Hochschule für die Wissenschaft des Judentums (HWJ) in Berlin ab.
Vom 1. März 1919 bis 1924 wirkte er als zweiter Rabbiner und lehrte als Religionslehrer in Dortmund. 1924 heiratete er Ruth Kullick (1892–1976) aus Havelberg. In der Zeit 1925/26 unterrichtete Emil Kronheim als akademischer Religionslehrer der israelitischen Religionsgesellschaft in Frankfurt am Main. 
Emil Kronheim wanderte nach Schweden aus und war ab 1. Juni 1926 in Stockholm zweiter Rabbiner in Stockholms Mosaiska Församling. 1933 erhielt er die schwedische Staatsangehörigkeit und engagierte sich stark in der sozialen und seelsorgischen Tätigkeit sowie in der Flüchtlingshilfe. Er war Begründer der Friedensloge und wurde für die Zeit von 1949 bis 1951 zum Präsidenten der „Fredloge U. O. B. B.“ gewählt. 1963 ging er in den Ruhestand über.

## Auszeichnungen
- 1954: Wasaorden

## Schriften
- als Redakteur: Jubileumshäfte tillägnet Marcus Ehrenpreis på hans sjuttiofemårsdag. Judisk Tidskrift, Stockholm 1944.